# Alizay
Alizay település Franciaországban, Eure megyében. Lakosainak száma 1575 fő (2022. január 1.). Alizay Les Damps, Igoville, Le Manoir, Pont-de-l’Arche, Quévreville-la-Poterie és Ymare községekkel határos.

## Népesség
A település népességének változása:
| Lakosok száma | 853  | 855  | 1090 | 1349 | 1468 | 1476 | 1544 | 1592 | 1597 | 1575 |
|               | 1968 | 1982 | 1990 | 2006 | 2013 | 2015 | 2017 | 2019 | 2020 | 2022 |